# Shauit
Shauit, nom d'artiste de Jean-Eudes Aster, est un auteur-compositeur-interprète canadien qui mélange la musique traditionnelle des Premières Nations, principalement en langue Innu-aimun, avec la musique pop-rock et reggae.

## Biographie
Shauit, originaire de Maliotenam, au Québec, natif de la Côte-Nord du Québec, chante la complexité et la beauté de la nation innue en mêlant harmonieusement le folk, le roots et le reggae. Il est le fils d'un père acadien et d'une mère innue. Il a été élevé en tant que francophone. Il n'avait pratiquement aucune connaissance de la langue innue jusqu'à ce qu'il l'apprenne à l'adolescence dans le but de renouer avec son héritage autochtone.C’est principalement en langue innue qu’il évoque des récits sincères, tirés d’expériences personnelles.  
Il s'est d'abord fait connaître en tant que collaborateur fréquent du rappeur Samian, apparaissant comme interprète invité vedette sur plusieurs chansons de Samian. Il a sorti son premier EP en tant qu'artiste solo en 2016, et son premier album complet Apu Peikussiaku en 2017. Il est produit par le label Pasa Musik (https://pasamusik.com/) basé à Montréal. 
Son travail lui a valu d’être le lauréat de multiples distinctions, dont le Félix pour l’Album de l’année en Langues autochtones du Premier Gala de l’ADISQ 2023 pour son deuxième album, Natukun (2023), le GAMIQ de l’Album Trad de 2023, le prix Album of the year au NERFA 2023  ainsi que le Meilleur album autochtone aux Indigenous Music Awards, et le meilleur auteur-compositeur-interprète aux Canadian Folk Music Awards.
Artiste nomade, Shauit a pour mission de promouvoir sa langue, en voie de disparition, à travers le monde. Il a réalisé plus de 400 performances dans plus de sept pays, participant à des événements prestigieux tels que le Bis de Nantes, le WOMEX, la Folk Alliance, le Shibuya Festival au Japon, et le Zandari Festa en Corée du Sud. 

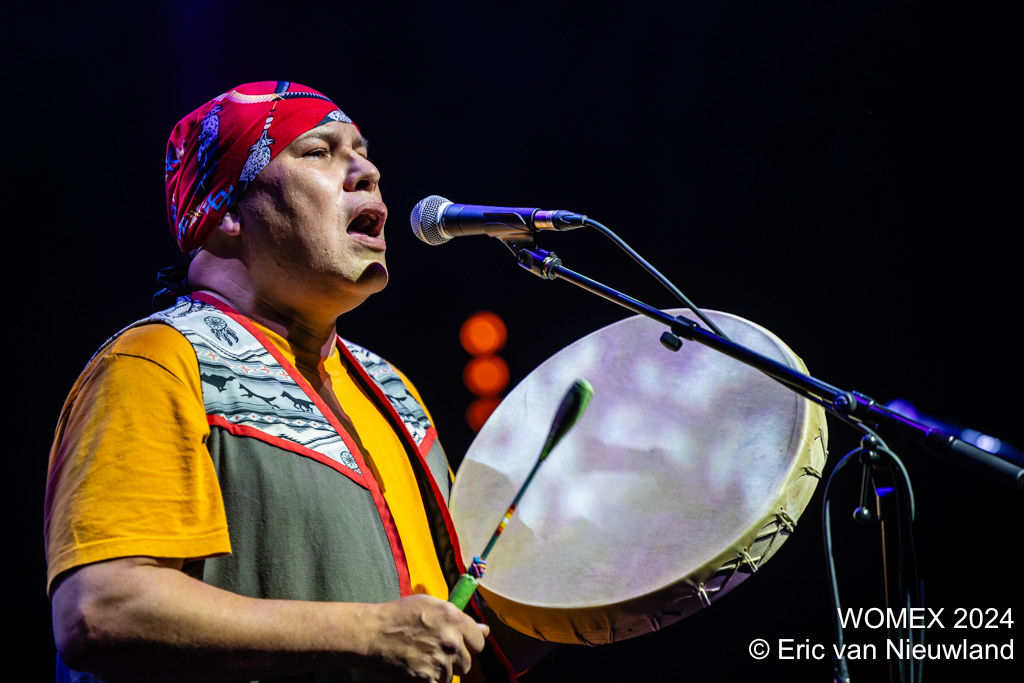

Son dernier album, NATUKUN, traduisant « remède » en innu, marque une nouvelle étape de sa carrière. Shauit fusionne avec passion la musique québécoise et sa culture innue, créant un portrait musical vibrant de la province, incorporant des instruments traditionnels tels que le violon et la guitare. Son travail célèbre la collaboration festive avec les artistes québécois comme Yves Lambert tout en évoquant ses racines de la Côte-Nord et des thèmes de réconciliation, le tout imprégné d’un ardent désir de vivre.    

## Récompenses
- En 2018, il a remporté un prix de la Indigenous Music Awards pour le meilleur album en langue autochtone[6].
- Il a également remporté le prix de l'auteur-compositeur autochtone de l'année lors de la 14e édition des Prix de musique folk canadienne[7].
- En 2023, il remporte le prix Félix de l'album de l’année – Langues autochtones, pour son album Natukun [8].

## Discographie
- 2014 : Shauit (EP)
- 2017 : Apu Peikussiaku (album)
- 2023 : Natukun (album)